# Lista de episódios de The Adventures of Puss in Boots
The Adventures of Puss in Boots (As Aventuras do Gato de Botas, no Brasil ou As Aventuras do Gato das Botas, em Portugal) é uma série de desenho animado americana em animação computadorizada criada pela DreamWorks Animation. Ela é estrelada pelo personagem Gato de Botas da franquia Shrek. A série estreou originalmente na Netflix no dia 16 de janeiro de 2015 a princípio com cinco episódios de 22 minutos. Um total de 26 episódios foram ordenados para irem ao ar na Netflix até o final de 2015 em blocos de 5 episódios. O segundo bloco estreou no dia 8 de maio de 2015. Em Portugal, a série estreou no Biggs no dia 19 de dezembro de 2015. Confira a baixo a lista de episódios da serie.

## Temporadas
| Temporada | Temporada | Episódios | Episódios | Exibição Original      | Exibição Original |
| Temporada | Temporada | Episódios | Episódios | Estreia                |                   |
| --------- | --------- | --------- | --------- | ---------------------- | ----------------- |
|           | 1         | 15        | 15        | 16 de Janeiro de 2015  |                   |
|           | 2         | 11        | 11        | 11 de Dezembro de 2015 |                   |
|           | 3         | 13        | 13        | 15 de Julho de 2016    |                   |
|           | 4         | 13        | 13        | 16 de Dezembro de 2016 |                   |
|           | 5         | 13        | 13        | 28 de Julho de 2017    |                   |

## 1ª Temporada (2015)
| # | #  | Título               | Estreia               |
| --- | -- | -------------------- | --------------------- |
| 1 | 1  | "A Joia oculta"      | 16 de janeiro de 2015 |
| O Gato de Botas precisa proteger a cidade de San Lorenzo após anular acidentalmente o feitiço de invisibilidade que protegia o local do resto do mundo. |    |                      |                       |
| 2 | 2  | "A esfinge"          | 16 de janeiro de 2015 |
| O Gato prepara um doce de açúcar mágico mas perigoso para as crianças. A única cura está sob a guarda da enigmática Esfinge.                            |    |                      |                       |
| 3 | 3  | "Os irmãos"          | 16 de janeiro de 2015 |
| Toby precisa escolher entre sua família e o Gato de Botas quando seus irmãos ninja tentam roubar o tesouro de San Lorenzo.                              |    |                      |                       |
| 4 | 4  | "A Duquesa"          | 16 de janeiro de 2015 |
| Tentando roubar o poder de todos os magos para dominar o mundo, a Duquesa captura Artephius. Agora tudo está nas mãos do Gato de Botas!                 |    |                      |                       |
| 5 | 5  | "A aventura"         | 16 de janeiro de 2015 |
| Jack Sprat convence Gato a ajudá-lo em uma busca, mas o que começa como o resgate de uma princesa acaba virando uma perigosa missão.                    |    |                      |                       |
| 6 | 6  | "As fontes"          | 16 de janeiro de 2015 |
| Em um esforço para salvar o antigo mentor de Gato, El Guante Blanco, Gato e Dulcinea embarcam em uma aventura para encontrar a fonte da juventude.      |    |                      |                       |
| 7 | 7  | "A coragem"          | 16 de janeiro de 2015 |
| Gato tenta convencer o prefeito de que realmente é um herói, mas a ideia de ser "valente" rapidamente sobe à cabeça do Prefeito.                        |    |                      |                       |
| 8 | 8  | "Golem"              | 16 de janeiro de 2015 |
| Chega a San Lorenzo um gigante de argila que aterroriza Gato há anos. Com a ajuda de Artephius, talvez finalmente seja possível vencê-lo.               |    |                      |                       |
| 9 | 9  | "As botas"           | 16 de janeiro de 2015 |
| Ao roubar as botas encantadas da Casa do Tesouro, Jack Espadilha desencadeia um perigoso vento diabólico que ameaça consumir todo o tesouro da cidade.  |    |                      |                       |
| 10 | 10 | "A espada"           | 16 de janeiro de 2015 |
| Dulcinea fica encantada com seus poderes heroicos quando puxa uma espada mágica de uma pedra. Gato precisa ajudá-la a controlar sua força.              |    |                      |                       |
| 11 | 11 | "O rato"             | 16 de janeiro de 2015 |
| Gato está atrás de um rato, mas certos acontecimentos o levam a achar que o roedor pode ser mais do que uma refeição gostosa.                           |    |                      |                       |
| 12 | 12 | "A goblin"           | 16 de janeiro de 2015 |
| Gato fica encantado por uma jovem goblin que chega à cidade e tenta convencer os órfãos de que ela é não é só uma baderneira.                           |    |                      |                       |
| 13 | 13 | "A estrela da sorte" | 16 de janeiro de 2015 |
| Dulcinea descobre sem querer uma estrela da sorte e tenta melhorar as coisas para todos com seus desejos.                                               |    |                      |                       |
| 14 | 14 | "Os porcos"          | 16 de janeiro de 2015 |
| Certo de que seus irmãos ninjas foram forçados por um mago do mal a expulsá-lo da gangue, Brandt implora pela ajuda do Gato.                            |    |                      |                       |
| 15 | 15 | "Má sorte"           | 16 de janeiro de 2015 |
| Depois que uma maldição transforma Gato em um gato preto e ele é expulso de San Lorenzo, uma gangue tenta persuadi-lo a se juntar à turma.              |    |                      |                       |

## 2ª Temporada (2015)
| # | #  | Título      | Estreia                |
| --- | -- | ----------- | ---------------------- |
| 16 | 1  | "Dragão"    | 11 de dezembro de 2015 |
| Gato se compromete a destruir um dragão que está aterrorizando a cidade, mas muda de ideia ao se deparar com o animal.        |    |             |                        |
| 17 | 2  | "Toupeira"  | 11 de dezembro de 2015 |
| Gato e seu amigo Jack encontram um estranho reino enquanto procuram por um tesouro no subsolo.                                |    |             |                        |
| 18 | 3  | "Sereia"    | 11 de dezembro de 2015 |
| Para provar que é um cavalheiro, Gato salva uma sereia... mas ela se apaixona por ele e acaba virando seu pior pesadelo!      |    |             |                        |
| 19 | 4  | "Abelhas"   | 11 de dezembro de 2015 |
| Um enxame de abelhas nervosas invade a cidade e Gato recebe uma ajuda inusitada para detê-las.                                |    |             |                        |
| 20 | 5  | "Esquadria" | 11 de dezembro de 2015 |
| Gato é sequestrado enquanto treina os órfãos para trabalhar em equipe e proteger San Lorenzo.                                 |    |             |                        |
| 21 | 6  | "Feitiço"   | 11 de dezembro de 2015 |
| Ao tentar restaurar o feitiço que protege a cidade, Gato comete um erro que dá início a uma série de acontecimentos bizarros. |    |             |                        |
| 22 | 7  | "Cimitirra" | 11 de dezembro de 2015 |
| Gato recebe a ajuda de uma cimitarra malévola para tentar encontrar um item desaparecido da casa do tesouro.                  |    |             |                        |
| 23 | 8  | "Contos"    | 11 de dezembro de 2015 |
| Um deus do trovão quer entrar na casa do tesouro e ameaça destruir San Lorenzo se seu pedido não for atendido.                |    |             |                        |
| 24 | 9  | "Esfera"    | 11 de dezembro de 2015 |
| O tesouro do Rei Toupeira desaparece, e ele não vai desistir até que Gato o ajude a reconquistar sua namorada.                |    |             |                        |
| 25 | 10 | "Si"        | 11 de dezembro de 2015 |
| Gato enfrenta a Duquesa para conseguir um objeto que pode ajudá-lo a restaurar o feitiço que protegia a cidade.               |    |             |                        |
| 26 | 11 | "No?"       | 11 de dezembro de 2015 |
| Gato volta sorrateiramente à cidade para tentar se livrar de um impostor que afirma estar protegendo a cidade.                |    |             |                        |

## 3ª Temporada (2016)
| # | #  | Título                  | Estreia             |
| --- | -- | ----------------------- | ------------------- |
| 27 | 1  | "Manuel de Sapatos"     | 15 de julho de 2016 |
| Sentindo-se fracassado por não conseguir proteger San Lorenzo, o Gato de Botas decide procurar uma nova carreira.                                                       |    |                         |                     |
| 28 | 2  | "O aliado insuportável" | 15 de julho de 2016 |
| Uli tem valiosas informações para ajudar a proteger a cidade, mas acaba aprisionado pelo Rei Toupeira. O Gato decide voltar à ativa e embarca em uma missão de resgate. |    |                         |                     |
| 29 | 3  | "A Patinha Feia"        | 15 de julho de 2016 |
| Gato e sua turma decidem pedir ajuda ao poderoso Golem para proteger a cidade, mas nosso destemido felino sente que este é um caso em que tamanho é documento!          |    |                         |                     |
| 30 | 4  | "O fortão"              | 15 de julho de 2016 |
| Gato acaba concordando em recrutar Espadafina para seu exército, mas convencê-lo não será uma tarefa fácil.                                                             |    |                         |                     |
| 31 | 5  | "Um espadachim"         | 15 de julho de 2016 |
| Gato acaba concordando em recrutar Espadafina para seu exército, mas convencê-lo não será uma tarefa fácil.                                                             |    |                         |                     |
| 32 | 6  | "O bode expiatório"     | 15 de julho de 2016 |
| Com sua equipe finalmente formada, Gato descobre que não tem um plano para resgatar Uli. Até que uma inesperada ajuda aparece...                                        |    |                         |                     |
| 33 | 7  | "O gato clonado"        | 15 de julho de 2016 |
| Quando o distraído Gato acaba aceitando participar da corrida de cavalos em dois times diferentes, Artephius cria um "gêmeo" do nosso herói com habilidades duvidosas.  |    |                         |                     |
| 34 | 8  | "Cara ou coroa"         | 15 de julho de 2016 |
| Gato e seus amigos ficam viciados em um jogo de moedas e deixam a cidade vulnerável, mas Dulcinéa tem uma ideia mirabolante para acabar com o problema.                 |    |                         |                     |
| 35 | 9  | "Rei Pepinito"          | 15 de julho de 2016 |
| Gato bola um plano para fazer com que Pepinito se sinta como um rei no dia de seu aniversário, mas o poder acaba lhe subindo à cabeça.                                  |    |                         |                     |
| 36 | 10 | "O tesouro"             | 15 de julho de 2016 |
| Gato se une a um grupo de piratas em busca de um lendário tesouro na esperança de obter uma coroa especial que pode ajudá-lo a derrotar seu inimigo.                    |    |                         |                     |
| 37 | 11 | "Peixe-gato"            | 15 de julho de 2016 |
| Quando os piratas jogam Gato ao mar para que ele supere seu medo do oceano, nosso querido felino acaba reencontrando uma antiga paixão.                                 |    |                         |                     |
| 38 | 12 | "O papagaio"            | 15 de julho de 2016 |
| A cidade de San Lorenzo fica apreensiva quando Gato e os piratas encontram um tesouro e precisam enfrentar um papagaio bárbaro e seu exército de esqueletos.            |    |                         |                     |
| 39 | 13 | "Os esqueletos"         | 15 de julho de 2016 |
| Gato volta para casa com a Coroa de Almas, mas também perseguido por um exército de esqueletos que deixa a cidade em pânico.                                            |    |                         |                     |

## 4ª Temporada (2016)
| # | #  | Título                | Estreia                |
| --- | -- | --------------------- | ---------------------- |
| 40 | 1  | "Impressão familiar"  | 16 de dezembro de 2016 |
| Gato e a turma tentam localizar uma pedra preciosa da Coroa das Almas, mas há um pequeno problema: a joia está em três pedaços e cada um está com uma bruxa diferente! |    |                       |                        |
| 41 | 2  | "Nos sonhos"          | 16 de dezembro de 2016 |
| Em sua busca pelo segundo pedaço da pedra da Coroa, Gato encontra uma bruxa malvada que coloca nosso herói para dormir um sono profundo cheio de sonhos malucos.       |    |                       |                        |
| 42 | 3  | "Fluteus maximus"     | 16 de dezembro de 2016 |
| Gato e seus amigos vencem a bruxa flautista que estava com uma das partes da pedra da Coroa, mas o destino tem uma surpresa reservada para eles.                       |    |                       |                        |
| 43 | 4  | "Hora da caça"        | 16 de dezembro de 2016 |
| Nosso espadachim felino testa suas técnicas de sobrevivência ao acordar em uma selva misteriosa. Enquanto isso, toda San Lorenzo procura desesperadamente por ele.     |    |                       |                        |
| 44 | 5  | "Escrito por..."      | 16 de dezembro de 2016 |
| Quando a Coroa das Almas continua inativa mesmo com todas as suas pedras, Dulcinea procura em seu autor favorito as respostas para o problema.                         |    |                       |                        |
| 45 | 6  | "Perdendo para o bem" | 16 de dezembro de 2016 |
| A escola para ladrões de Dulcinea serve de inspiração para Uli. Enquanto isso, Gato tenta se controlar para manter suas patas longe dos criminosos em recuperação.     |    |                       |                        |
| 46 | 7  | "Fera refinada"       | 16 de dezembro de 2016 |
| Para obter um livro raríssimo sobre a Coroa das Almas, Gato, Dulcinea e Miguela tentam dar um golpe num ogro devorador de humanos e recebem a ajuda inesperada de Uli. |    |                       |                        |
| 47 | 8  | "Sendo um titã"       | 16 de dezembro de 2016 |
| O deus Taranis está convencido de que Gato tem poderes extraordinários capazes de controlar o perigoso deus Toutatis, que jurou destruir todos os mortais.             |    |                       |                        |
| 48 | 9  | "Javali selvagem"     | 16 de dezembro de 2016 |
| O antigo parceiro de Pajuna chega à cidade para pedir sua ajuda em uma missão, mas seu alvo é o próprio Gato!                                                          |    |                       |                        |
| 49 | 10 | "Pequena mudança"     | 16 de dezembro de 2016 |
| Ao tentar obter pistas sobre o mistério do Obelisco com a irmã da Esfinge, Gato cai na Fonte das Cem Mudanças e sofre estranhas consequências.                         |    |                       |                        |
| 50 | 11 | "Carneirinho"         | 16 de dezembro de 2016 |
| Quando o valente Gato e seus seguidores tentam pegar o Obelisco da Noite das mãos de Angus, ficam frente a frente com o maior desafio que já enfrentaram.              |    |                       |                        |
| 51 | 12 | "O obelisco"          | 16 de dezembro de 2016 |
| Depois de descobrir onde está o Obelisco, Gato e seus amigos voltam para San Lorenzo e descobrem que a cidade foi dominada por O Moço, que está doido para se vingar.  |    |                       |                        |
| 52 | 13 | "O lobo sanguinário"  | 16 de dezembro de 2016 |
| Quando o temível Lobo Sanguinário surge, o povo de San Lorenzo tenta se defender e descobre a identidade da única pessoa capaz de acabar com esse demônio.             |    |                       |                        |

## 5ª Temporada (2017)
| # | #  | Título                  | Estreia             |
| --- | -- | ----------------------- | ------------------- |
| 53 | 1  | "A Escolhida"           | 28 de julho de 2017 |
| O Lobo Sanguinário foi derrotado e tudo parece bem em San Lorenzo. O Gato, que não é mais o herói e protetor número 1, fica meio agitado e passa a usar um novo chapéu. |    |                         |                     |
| 54 | 2  | "Não é um treinamento"  | 28 de julho de 2017 |
| A ameaça dos monstros do portal do Mundo Subterrâneo obrigou o Gato a fazer treinamentos de emergência malucos com os moradores, mas ninguém está levando isso a sério. |    |                         |                     |
| 55 | 3  | "Caballo Sin Cabeza"    | 28 de julho de 2017 |
| Quando um cavalo sem cabeça surge do portal em busca do crânio perfeito, os San Lorenzanos tentam deter a criatura sem perder ninguém.                                  |    |                         |                     |
| 56 | 4  | "O demônio bonzinho"    | 28 de julho de 2017 |
| O plano de Dulcinéa para incentivar boas ações em San Lorenzo não sai como o esperado quando o Gato e outros moradores tentam ensinar um demônio do bem a ser malvado.  |    |                         |                     |
| 57 | 5  | "Gatos demais"          | 28 de julho de 2017 |
| Nosso herói peludo se diverte quando vários clones seus saem do portal, cada um com uma personalidade diferente. Até o Gato conhecer seu gêmeo malvado.                 |    |                         |                     |
| 58 | 6  | "Antes que eles rachem" | 28 de julho de 2017 |
| A amiga imaginária de Esme, Sally, é na verdade uma gárgula muito real. E agora é preciso recuperar seus ovos antes que os filhotes coloquem a cidade em perigo.        |    |                         |                     |
| 59 | 7  | "O monstro de gelo"     | 28 de julho de 2017 |
| Um monstro do gelo que ataca o Gato está derretendo. O Gato e Artephius tentam alguns truques para mantê-lo frio. E Dulcinéa tenta realizar os últimos desejos dele.    |    |                         |                     |
| 60 | 8  | "Porcos e rosas"        | 28 de julho de 2017 |
| Toby se junta a um bando de imps mal intencionados que querem criar o caos no Dia de São Torradinho, o feriado em que San Lorenzo celebra o amor.                       |    |                         |                     |
| 61 | 9  | "O cheiro estranho"     | 28 de julho de 2017 |
| Todo mundo em San Lorenzo está procurando a fonte de um cheiro horrível na cidade. Eames descobre logo de cara mas, como sempre, ninguém lhe dá atenção.                |    |                         |                     |
| 62 | 10 | "Dança com dingos"      | 28 de julho de 2017 |
| Uma dingo charmosa ensina aos moradores uma nova dança, para decepção do Gato, que adora o Flamenco. Mas Dulcinéa suspeita de seus giros hipnóticos.                    |    |                         |                     |
| 63 | 11 | "Não lembra de mim?"    | 28 de julho de 2017 |
| Dulcinéa descobre que a órfã Li'l Pequeña é uma fada má enviada pelo Rei Cego para ajudar a destruir a cidade. Mas será que ela vai conseguir convencer todos disso?    |    |                         |                     |
| 64 | 12 | "No Mundo Subterrâneo"  | 28 de julho de 2017 |
| Depois que o Gato salta com seus amigos para dentro do Mundo Subterrâneo, todo mundo ganha superpoderes. Menos ele. Será que só sua espada vai dar conta do Rei Cego?   |    |                         |                     |
| 65 | 13 | "Lugar selvagem"        | 28 de julho de 2017 |
| O Gato junta forças com os rebeldes Zephilim e corre para libertar seus amigos das garras do Rei Cego e resgatar a ordem no Mundo Subterrâneo.                          |    |                         |                     |